# Comté de Bowie
Pour les articles homonymes, voir Bowie.
Le comté de Bowie est un comté des États-Unis, situé dans l'État du Texas. Son siège de comté est la communauté non incorporée de Boston. Situé au nord-est de l'État, sa superficie est de 2 300 km2.

## Comtés adjacents
| Comté de McCurtain Oklahoma | Comté de Little River Arkansas |                          |
| Comté de Red River          | comté de Bowie                 | Comté de Miller Arkansas |
| Comté de Morris             | Comté de Cass                  |                          |

## Démographie
| Groupes                          | Comté de Bowie | Texas | États-Unis |
| -------------------------------- | -------------- | ----- | ---------- |
| Blancs                           | 68,9           | 70,4  | 72,4       |
| Afro-Américains                  | 24,2           | 11,9  | 12,6       |
| Autres                           | 3,4            | 10,6  | 6,4        |
| Métis                            | 2,1            | 2,5   | 2,7        |
| Asiatiques                       | 0,8            | 3,8   | 4,8        |
| Amérindiens                      | 0,8            | 0,7   | 0,9        |
| Total                            | 100            | 100   | 100        |
|                                  |                |       |            |
| Hispaniques et Latino-Américains | 6,6            | 37,9  | 16,7       |